# 火薬事件
火薬事件（かやくじけん、英: Gunpowder Incident）は、アメリカ独立戦争の最初期にバージニア植民地総督ダンモア卿ジョン・マーレイと、愛国者を率いるパトリック・ヘンリーの民兵隊との間の紛争である。1775年4月20日、この日はアメリカ独立戦争の開戦を告げたレキシントン・コンコードの戦いの1日後だったが、まだバージニアにまでその報せは届いていなかった。ダンモア卿はウィリアムズバーグの火薬庫からイギリス海軍の艦船に火薬を移すよう命じた。
ダンモアのこの動きは土地の政情不安に火をつけ、民兵隊が植民地中に集結し始めた。パトリック・ヘンリーが民兵の小部隊を率いてウィリアムズバーグに向かい、火薬を戻させて植民地の管轄下に置こうとした。この事件はヘンリーに330ポンドが支払われ、武力衝突なしに解決された。ダンモアは自分の安全が脅かされていると感じ取り、イギリス海軍の艦船に逃亡したので、イギリスによるバージニア植民地の支配が終わった。

## 背景
1774年にイギリスの議会による「耐え難き諸法」と呼ばれる一連の法律が植民地で執行されるようになった時、イギリス領北アメリカの植民地では武装衝突の危険性が高まり始めた。植民地側は、ボストン茶会事件の後で法律による懲罰的な処置の対象になっていたマサチューセッツ湾植民地を中心に結束し、1774年9月には第一次大陸会議を組織化した。この会議の間に火薬警鐘と呼ばれることになる民兵の蜂起事件の報せが届いた。9月初旬、マサチューセッツの総督を兼ねていたイギリス軍のトマス・ゲイジ将軍がチャールズタウン（現在のサマービル）にあった火薬庫から火薬を除去させたことに対して、暴力事件が起こったという誤った噂に反応したニューイングランド全土の民兵がその地域に集結した。この事件の結果として起こったことは、大陸会議が各植民地の防衛のために民兵隊を組織化するよう呼びかけたことだった。またイギリス側では植民地担当大臣のダートマス卿が植民地の総督達にその軍需物資を確保するよう助言し、火薬保管量を増やすための輸入を禁じた。
1775年初期、バージニアの人々は民兵隊を組織し始め、それを武装させ装備させるために軍需物資（武器、銃弾および火薬）を求めて回った。植民地総督のダンモア卿は自分の治める植民地での政情不安を見て、民兵隊から軍需物資を奪おうと考えた。パトリック・ヘンリーが3月23日の第二次バージニア会議で「私に自由を、然らずんば死を」という演説を行ったときになって、ダンモアは「この場所にある火薬庫の火薬を除去した方が賢明だ」と考えた。イギリス軍は火薬警鐘の後でバージニアから部隊を引き上げていたが、チェサピーク湾のバージニア側水域にはイギリス海軍の艦船が数隻残っていた。4月19日、ダンモアは密かにイギリス水兵の1個中隊をウィリアムズバーグに連れてきて総督邸宅に宿泊させた。ダンモアは続いてHMSマグダレンの指揮官であるヘンリー・コリンズ艦長にウィリアムズバーグの火薬庫から火薬を除去するよう命じた。

## 火薬の除去

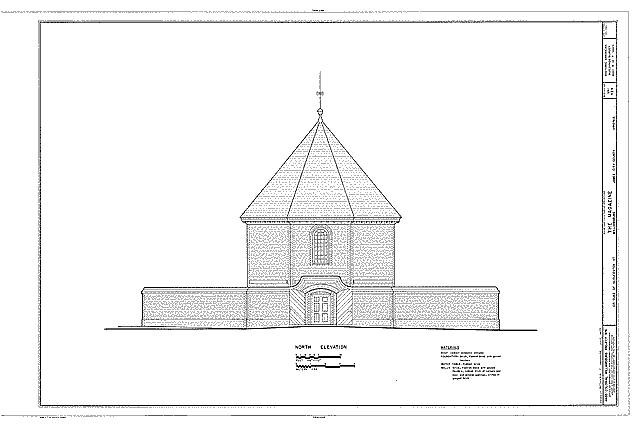
八角形をしたウィリアムズバーグ火薬庫のスケッチ

4月20日夜、イギリス海兵隊がウィリアムズバーグ火薬庫に行って、15樽半の火薬を総督の荷車に積み、ジェームズ川に浮かぶHMSマグダレンに積み込むべくクォーターパス道路の東端まで運んだ。この動きが行われている間に町の民に見つかり、民衆は警鐘を鳴らした。地元の民兵が現場に集まり、馬を使う者達が植民地中にその事件を触れ回った。ダンモアは予防処置としてその従僕達にマスケット銃で武装させており、群れ集まった群衆が総督官邸を襲うのを妨げたのは、バージニア植民地議会の議長であるペイトン・ランドルフを初め愛国的指導者達の冷静化を求める呼びかけだった。市政委員会が火薬は植民地の財産であり、イギリス国王のものではないと主張して、火薬の返還を要求した。ダンモアは、噂のある奴隷蜂起のときに火薬が捕獲されることを防ぐために移動させたのであり、後で戻すことになると述べて、要求を拒んだ。このことで集結した群衆を納得させたように思われ、群衆は平和的に解散した。
しかし、ウィリアムズバーグでの動揺は続いており、それが田園部にまで広がった。再び集まった群衆が愛国的指導者の説得で散開した後、ダンモアは怒りを覚え、4月22日にはもし攻撃されたならば、「奴隷に対して解放を宣言し、ウィリアムズバーグ市を灰燼に帰させる」と警告した。またウィリアムズバーグ市の議員には、ダンモアが「かつてバージニアの民のためい戦った」が、「神にかけて、彼らと戦うこともできることを見せてやる」とも告げた。

4月29日までに田園部で動員された民兵隊は、レキシントンとコンコードで戦闘が行われたことを知った。フレデリックスバーグには700人近い者が結集し、首都ウィリアムズバーグに向けて行軍する前に事態を評価するための使者を派遣することにした。ペイトン・ランドルフは暴力に反対することを伝え、バージニア民兵隊の指揮官を長く務めたジョージ・ワシントンも同意した。彼らの助言に反応してフレデリックスバーグの民兵隊は僅差による票決によって行軍を止めた。しかし、植民地の他の地域の民兵隊はウィリアムズバーグに向けて行軍した。パトリック・ヘンリーが指揮するハノーバー郡の民兵隊は5月2日の票決でウィリアムズバーグへの行軍を決めた。ヘンリーは、バージニアの王室税務局収税官補であるリチャード・コービンの家に小さな中隊を派遣し、国庫から火薬の代金を払わさせるように仕向けた。約150名になったハノーバー郡民兵隊の残りはウィリアムズバーグへ行軍し、5月3日には市から約15マイル (24 km) の地点に到着した。この日、ダンモアの家族はウィリアムズバーグを脱出して、ヨーク川沿いにあるダンモアの狩猟用小屋であるポートベロに向い、そこからヨーク川に停泊していたHMSフォーイーに移った。
コービンは自宅に居らず、ダンモアと会見するためにウィリアムズバーグに居た。ヘンリーはコービンの義理の息子で植民地会議の愛国者議員であるカーター・ブラクストンから市内に入らないよう助言され、その間にブラクストンが馬で町に入って代金支払の交渉を行った。翌5月4日、ヘンリーは火薬の代金として裕福なプランテーション所有者が署名した330ポンドの為替手形を受け取った（彼は王室勘定からの支払の申し出を拒否した）。ヘンリーはその後フィラデルフィアで開催される第二次大陸会議のバージニア代表として出席するためにバージニアを離れ、その金を「大陸会議に出ているバージニア代議員団」に渡すことを約束した。5月6日、ダンモアはヘンリーが330ポンドを恐喝で奪ったとして告訴することを発表し、市民には如何なる方法でもヘンリーを支援することを禁じた。ヘンリーは幾つかの郡から保護の申し出を受け、フィラデルフィアに向うことができるよう、メリーランド植民地との国境まで数個民兵中隊に護衛されて行った。

## 事件の後

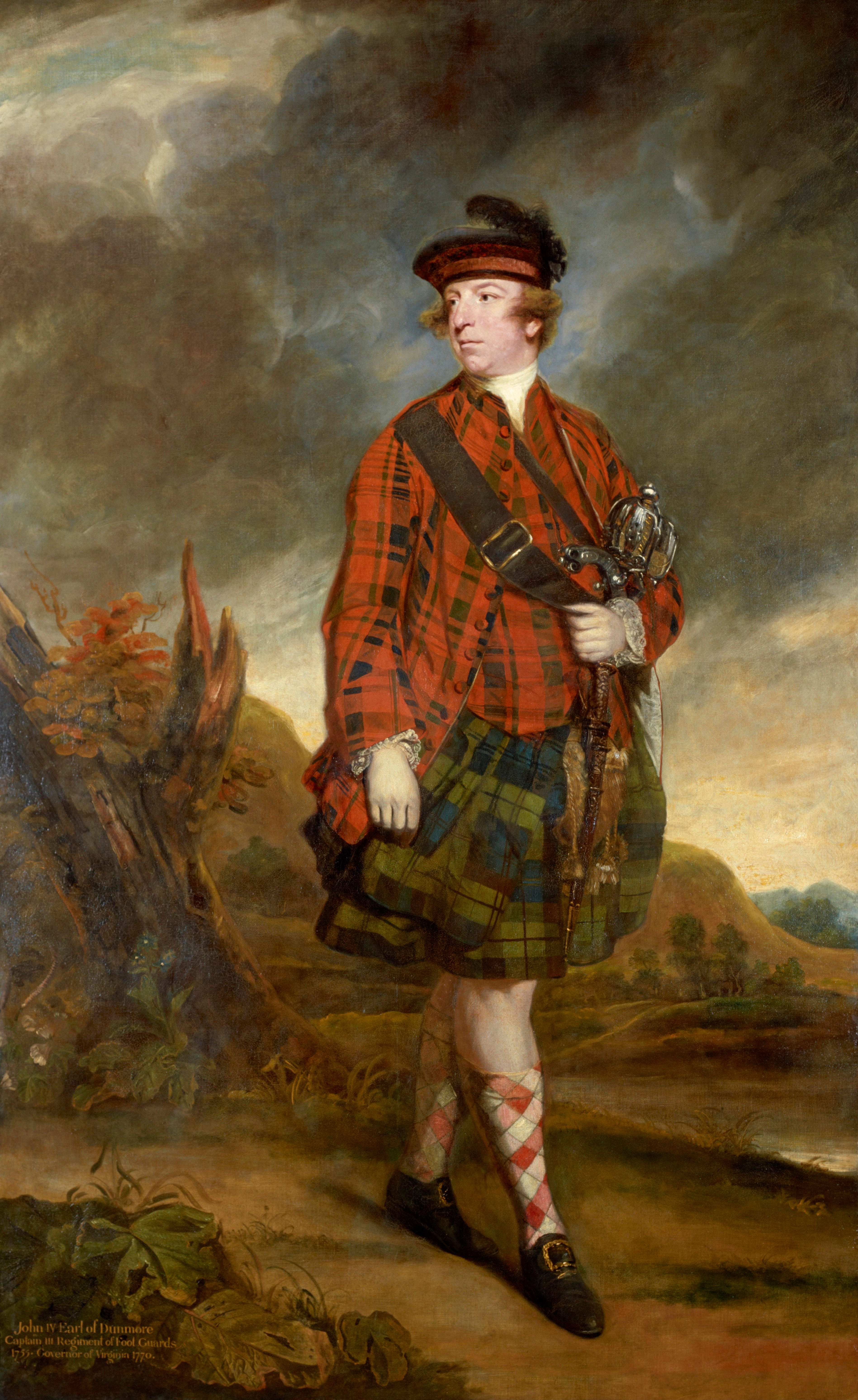
ダンモア卿の肖像画、ジョシュア・レノルズ画、1765年

この事件でヘンリーの評判が上がり、ダンモアの人気は低下した。ダンモアの家族は5月12日に誠実の印としてウィリアムズバーグに短期間戻ったが、ダンモアと植民地議会との関係は悪化を続けた。6月8日、ダンモアとその家族は真夜中に総督官邸から逃げ出し、HMSフォーイーの艦上を住いにした。この時植民地議会はイギリスのノース卿内閣による植民地を分割しようという提案である和解決議案を審議していた。ダンモアの逃亡の後では、議会もこの提案を拒否した。
ダンモアは活発に植民地の支配を取り戻そうとする試みを続けたが、12月のグレートブリッジの戦いでイギリス軍が大敗した後は、襲撃作戦も低調になり、1776年8月には完全に植民地を放棄した。バージニアの政府は先ず1775年7月の第三バージニア会議で選出された安全委員会が跡を継いだ。1776年7月にパトリック・ヘンリーが独立国バージニア邦の初代知事になった。